# Posorites fucata
Posorites fucata är en snäckart som först beskrevs av Ludwig Pfeiffer 1853.  Posorites fucata ingår i släktet Posorites och familjen Camaenidae. Inga underarter finns listade i Catalogue of Life.